# Bowditch Crests
Bowditch Crests är en bergstopp i Antarktis. Den ligger i Västantarktis. Argentina, Chile och Storbritannien gör anspråk på området. Toppen på Bowditch Crests är 579 meter över havet.
Terrängen runt Bowditch Crests är kuperad österut, men västerut är den bergig. Trakten är obefolkad. Det finns inga samhällen i närheten.